# Писарівська волость (Сумський повіт)
Писарівська волость — адміністративно-територіальна одиниця Сумського повіту Харківської губернії.

Станом на 1885 рік — складалася з 6 поселень, 6 сільських громад. Населення 5705 — осіб (2840 осіб чоловічої статі та 2865 — жіночої), 714 дворових господарств.
|                     | Площа, десятин | У тому числі орної, десятин |
| ------------------- | -------------- | --------------------------- |
| Сільських громад    | 3684           | 2456                        |
| Приватної власності | 4116           | 2580                        |
| Іншої власності     | 70             | 52                          |
| Загалом             | 7870           | 5088                        |

Основні поселення волості станом на 1885:
- Писарівка — колишнє власницьке село при річці Олешня за 21 версту від повітового міста, 1599 осіб, 219 дворів, православна церква, школа, постоялий двір, лавка, 3 ярмарки, бурякоцукровий завод.
- Олексіівка — колишнє власницьке село при річці Снагість, 1746 осіб, 238 дворів, православна церква, школа, 3 лавки.
- Андріївка — колишнє власницьке село, 772 особи, 107 дворів.
- Корчаківка — колишнє власницьке село, 664 особи, 70 дворів.
- Нова Січ — колишнє власницьке село, 1047 осіб, 130 дворів, лавка.

Найбільші поселення волості станом на 1914 рік:
- село Писарівка — 1551 мешканець;
- село Олексіівка — 1561 мешканець;
- село Нова Січ — 1292 мешканців.

Старшиною волості був Коваленко Тимофій Тимофійович, волосним писарем — Глодін Дмитро Павлович, головою волосного суду — Ткаченко Микола Григорович.